# Piper fulgentifolium
Piper fulgentifolium är en pepparväxtart som beskrevs av Truman George Yuncker. Piper fulgentifolium ingår i släktet Piper och familjen pepparväxter. Inga underarter finns listade i Catalogue of Life.